# Eudorylas melanotrichus
Eudorylas melanotrichus är en tvåvingeart som beskrevs av José Albertino Rafael 1995. Eudorylas melanotrichus ingår i släktet Eudorylas och familjen ögonflugor. Inga underarter finns listade i Catalogue of Life.